# Torben Karlshøj
Torben Karlshøj (født 1941, død 3. oktober 1992) var en dansk-amerikansk forretningsmand og skibsreder, der virkede indenfor transport af olie. Han grundlagde firmaet Teekay (T. K.). Han emigrerede tidligt til Canada-USA, og ved hans død i 1992 etablerede firmaet en fond, Kattegat Trust (dansk: Kattegatfonden), der købte ejendommen Store Frederikslund på Sjælland.